# Tượng Sơn, Quế Lâm
Tượng Sơn (chữ giản thể: 象山区, bính âm: Xiàngshān Qū) là một quận thuộc địa cấp thị Quế Lâm, khu tự trị dân tộc Choang Quảng Tây, Cộng hòa Nhân dân Trung Hoa. Quận Tượng Sơn có diện tích 88 km², dân số 200.000 người. Chính quyền quận đóng tại đường Ngân Định. Mã số bưu chính của Tượng Sơn là 541002. Về mặt hành chính, quận Tượng Sơn được chia thành 3 nhai đạo (Nam Môn, Tượng Sơn và Bình Sơn) và 1 hương Nhị Đường.